# Associazione Sportiva Gubbio 1910 2009-2010
Questa pagina raccoglie le informazioni riguardanti l'Associazione Sportiva Gubbio 1910 nelle competizioni ufficiali della stagione 2009-2010.

## Rosa
| N. |                    | Ruolo | Calciatore         |
| -- | ------------------ | ----- | ------------------ |
|    | Italia (bandiera)  | C     | Giacinto Allegrini |
|    | Italia (bandiera)  | D     | Matteo Anania      |
|    | Italia (bandiera)  | D     | Davide Antonini    |
|    | Italia (bandiera)  | A     | Mattia Bertinelli  |
|    | Francia (bandiera) | C     | Rodrigue Boisfer   |
|    | Italia (bandiera)  | D     | Marco Briganti     |
|    | Italia (bandiera)  | D     | Matteo Bruscagin   |
|    | Italia (bandiera)  | A     | Giacomo Casoli     |
|    | Italia (bandiera)  | A     | Alessandro Corallo |
|    | Italia (bandiera)  | A     | Federico Duranti   |
|    | Italia (bandiera)  | D     | Simone Farina      |

| N. |                      | Ruolo | Calciatore           |
| -- | -------------------- | ----- | -------------------- |
|    | Italia (bandiera)    | D     | Andrea Fiumana       |
|    | Italia (bandiera)    | C     | Emanuele Gaggiotti   |
|    | Argentina (bandiera) | A     | Juan Gómez Taleb     |
|    | Italia (bandiera)    | P     | Eugenio Lamanna      |
|    | Italia (bandiera)    | D     | Ivan Marconi         |
|    | Italia (bandiera)    | A     | Alessandro Marotta   |
|    | Italia (bandiera)    | A     | Leonardo Perez       |
|    | Paraguay (bandiera)  | A     | Rivaldo González     |
|    | Italia (bandiera)    | C     | Alessandro Sandreani |
|    | Italia (bandiera)    | C     | Max Taddei           |
|    | Italia (bandiera)    | P     | Gaspare Adanti       |